# نادي دايغو
نادي دايغو لكرة القدم (بالكورية: 대구 FC)  هو فريق كوري جنوبي يلعب في الدوري الكوري الجنوبي لكرة القدم، أسس النادي سنة 2002، في مدينة دايغو.
شارك النادي لأول مرة في الدوري الكوري في عام 2003. ولكنه هبط في نهاية موسم 2013 إلى الدوري الكوري للدرجة الثانية. وصعد مرة أخرى إلى دوري المحترفين الكوري الجنوبي لعام 2017. وحقق الفوز بكأس الاتحاد الكوري لكرة القدم عام 2018 ، والتي منحهم التأهل إلى دوري أبطال آسيا 2019.

## وصلات خارجية
- (بالكورية) الموقع الرسمي للفريق